# Patrick van Aanholt
Patrick John Miguel van Aanholt ('s-Hertogenbosch, 29 de agosto de 1990) é um futebolista neerlandês que atua como lateral-esquerdo. Atualmente está no Sparta Rotterdam.

## Carreira

### Chelsea
Iniciou sua carreira profissional no Chelsea. Foi convocado para uma partida contra o Preston North End pela Copa da Inglaterra 2009–10, vestindo a camisa 52, mas não saiu do banco de reservas. Ele fez sua estreia oficial substituindo Yuri Zhirkov em 24 de março de 2010, que resultou em uma vitória fora por 5-0 sobre o Portsmouth.. Em seguida, atuou pela primeira vez em Stanford Bridge em março do mesmo ano, contra o Aston Villa, que terminou com vitória dos Blues por 7-1, novamente como reserva utilizado. Seu primeiro gol viria na derrota de 4-3 para o Newcastle United na Taça da Liga.
Até o final de seu contrato, Van Aanholt disputou apenas 6 jogos pelos Blues.

### Empréstimos
A estreia profissional de Van Aanholt foi no Coventry City em 9 de agosto de 2009, na vitória por 2 a 1 sobre o Ipswich Town. Após 20 jogos, foi reintegrado pelo Chelsea em dezembro, devido à saída de muitos jogadores convocados ao Campeonato Africano das Nações de 2010.
Em 29 de janeiro de 2010, Van Aanholt assinou com o Newcastle United em um acordo de empréstimo de um mês, para suprir a ausência de José Enrique, que estava lesionado.
Em 26 de janeiro de 2011, foi contratado pelo Leicester City até o final da temporada, estreando na vitória por 1-0 sobre o Sheffield United, e sofreu uma lesão muscular na coxa, abreviando sua passagem pelos Foxes. Teve ainda uma curta passagem pelo Wigan, que durou apenas 3 partidas.
O lateral teve uma sequência maior de jogos entre 2012 e 2014, quando defendia o Vitesse (83 partidas e 7 gols na Eredivisie), voltando à Inglaterra em 2014. 

### Saída do Chelsea e passagens por Sunderland e Crystal Palace
Fora dos planos do Chelsea, foi contratado pelo Sunderland, dando uma assistência para o gol de Sebastian Larsson no empate em 2 a 2 com o West Bromwich Albion. Até 2017, foram 82 partidas e 7 gols com a camisa dos Black Cats. Em janeiro do mesmo ano, foi anunciada a contratação de Van Aanholt pelo Crystal Palace, que pagou 9 milhões de libras para contar com o lateral.

## Carreira internacional
Tendo jogado pelas seleções de base dos Países Baixos, estreou no time principal da Oranje em novembro de 2013, num amistoso contra a Colômbia.
Ele chegou a ser convocado para um amistoso da Seleção Curaçauense contra o Catar, em setembro de 2017, mas não jogou. Porém, ainda é considerado apto para defender a Seleção Curaçauense, uma vez que as partidas pela Seleção Neerlandesa eram amistosos. Em março de 2018, voltou a ser convocado para a Seleção da Holanda , também em um amistoso, desta vez contra a Inglaterra.

## Títulos
PSV Eindhoven
- Copa dos Países Baixos: 2022–23
- Supercopa dos Países Baixos: 2023
- Eredivisie: 2023–24